# Tarot de Thoth
El Tarot de Thoth (/ˌaʊt ˈtæroʊ/) és una baralla de cartes d'endevinació pintada per Frieda Harris segons instruccions de Aleister Crowley, qui anomenà aquesta baralla com El Llibre de Thoth i l'acompanyà d'un llibre amb el mateix títol, per tal que es poguessin utilitzar de manera conjunta

## Història
Crowley concebé el Tarot de Thoth com un projecte de sis mesos dirigit a actualitzar el simbolisme pictòric tradicional del tarot. Tanmateix, a causa de l'increment de l'abast que anà assolint, finalment requerí cinc anys, entre 1938 i 1943 i ambdós artistes moriren abans de la seva publicació en 1969 per l'Ordo Templi Orientis.
Crowley i Harris pintaren algunes cartes fins a vuit cops. L'edició actual de U.S. Games Systems té dos prototips de Harris i descartats en el seu moment per Crowley. En 1977 les il·lustracions de Harris foren reprografiades per a una segona edició i promogueren les següents revisions en 1986 i 1996.

## Simbolisme

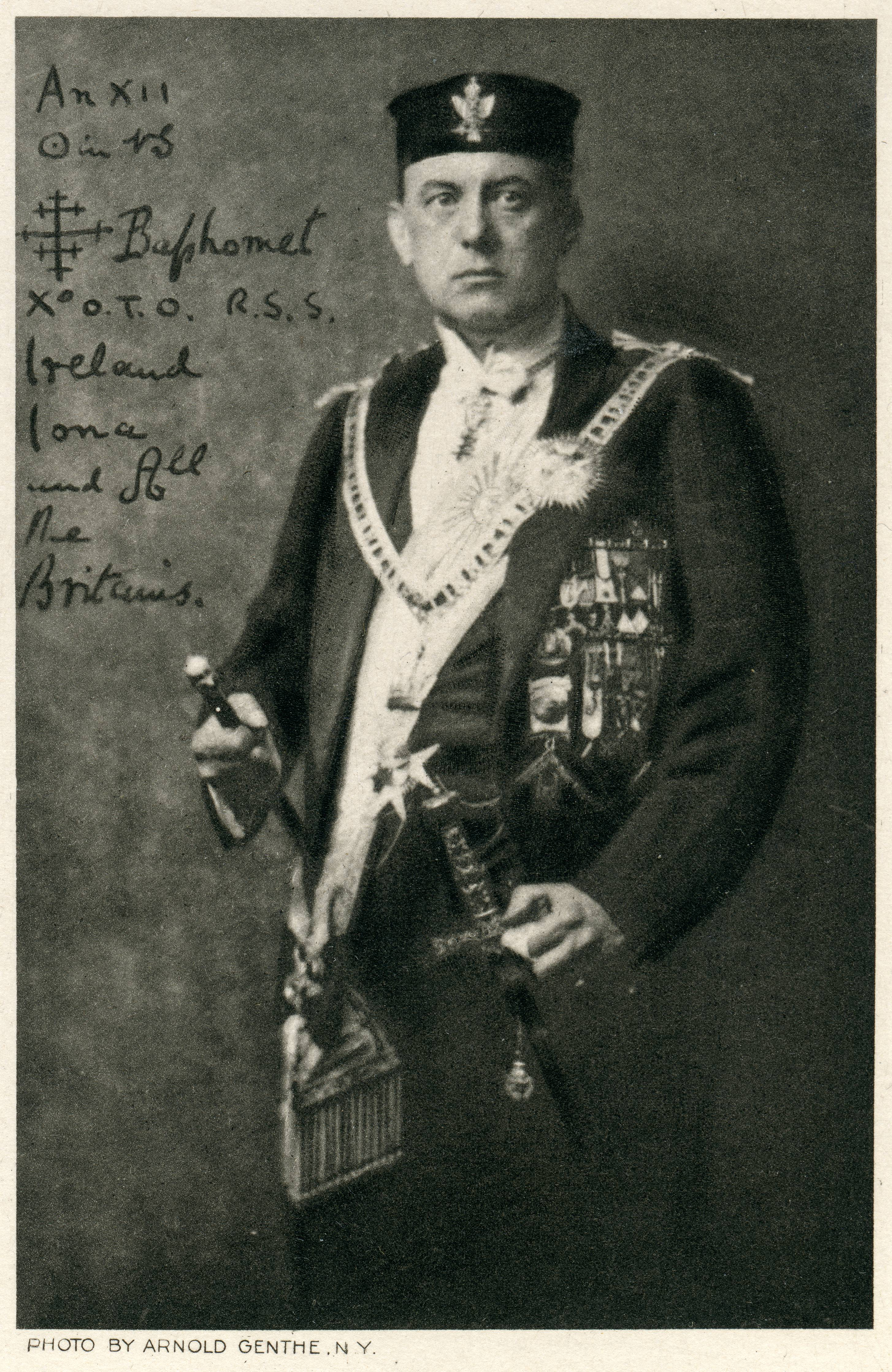
Aleister Crowley, ocultista, místic, poeta, mag creador de la Thelema i del Tarot de Thot

Les il·lustracions de la baralla es caracteritzen pel simbolisme basat en la incorporació, per part de Crowley, de moltes disciplines diferents i dispars, incloses la filosofia, la ciència i diversos sistemes ocultistes (tal com descriu en detall en el seu Llibre de Thoth).

## Diferències amb el Tarot de Rider Waite

### Ordre i noms dels arcans
Crowley reanomenà molts dels Arcans majors i arranjà les correspondències astrològiques i amb l'alfabet hebreu, d'acord amb el seu llibre  Liber AL vel Legis (El Llibre de la Llei):
Totes aquestes cartes velles del meu Llibre són correctes; però צ no és l'Estrella. (AL I:57)

| Rider-Waite               | Equivalent de Thoth |
| ------------------------- | ------------------- |
| I: El Mag                 | I: El Magus         |
| II: La Summa Sacerdotessa | II: La Sacerdotessa |
| VIII: Força               | XI: Luxúria         |
| X: Roda de Fortuna        | X: Fortuna          |
| XI: Justícia              | VIII: Ajustament    |
| XIV: Temprança            | XIV: Art            |
| XX: Judici                | XX: L'Era           |
| XXI: El Món               | XXI: L'Univers      |

### Noms de les figures
Crowley alterà els noms de totes les figures, fet que pot causar confusió a qui no hi estigui familiaritzat. La correspondència entre els noms del tarot de Thot i els noms clàssics de les cartes és la següent:
| Nom Tradicional de la figura | Nom de la figura a la baralla de Thoth |
| ---------------------------- | -------------------------------------- |
| Patge o Sota                 | Princesa                               |
| Cavaller                     | Príncep                                |
| Reina                        | Reina                                  |
| Rei                          | Cavaller                               |

### Títols i atribucions del coll de vares
| Número | Signe    | Decà | Governant del Decà | Nom                         |
| ------ | -------- | ---- | ------------------ | --------------------------- |
| 1      |          |      |                    | L'Arrel dels Poders del Foc |
| 2      | Aries    | 1r   | Mart               | Domini                      |
| 3      | Aries    | 2n   | Sol                | Virtut                      |
| 4      | Aries    | 3r   | Venus              | Conclusió                   |
| 5      | Leo      | 1r   | Saturn             | Lluita                      |
| 6      | Leo      | 2n   | Júpiter            | Victòria                    |
| 7      | Leo      | 3r   | Mart               | Valor                       |
| 8      | Sagitari | 1r   | Mercuri            | Rapidesa                    |
| 9      | Sagitari | 2n   | Lluna              | Força                       |
| 10     | Sagitari | 3r   | Saturn             | Opressió                    |

### Títols i atribucions del coll de copes
| Número | Signe   | Decà | Governant del Decà | Nom                            |
| ------ | ------- | ---- | ------------------ | ------------------------------ |
| 1      |         |      |                    | L'Arrel dels Poders de l'Aigua |
| 2      | Càncer  | 1r   | Venus              | Amor                           |
| 3      | Càncer  | 2n   | Mercuri            | Abundància                     |
| 4      | Càncer  | 3r   | Lluna              | Luxe                           |
| 5      | Escorpí | 1r   | Mart               | Decepció                       |
| 6      | Escorpí | 2n   | Sol                | Plaer                          |
| 7      | Escorpí | 3r   | Venus              | Corrupció                      |
| 8      | Pisces  | 1r   | Saturn             | Indolència                     |
| 9      | Pisces  | 2n   | Júpiter            | Felicitat                      |
| 10     | Pisces  | 3r   | Mart               | Sacietat                       |

### Títols i atribucions del coll d'espases
| Número | Signe   | Decà | Governant del Decà | Nom                           |
| ------ | ------- | ---- | ------------------ | ----------------------------- |
| 1      |         |      |                    | L'Arrel dels Poders de l'Aire |
| 2      | Libra   | 1r   | Lluna              | Pau                           |
| 3      | Libra   | 2n   | Saturn             | Dolor                         |
| 4      | Libra   | 3r   | Júpiter            | Treva                         |
| 5      | Aquari  | 1r   | Venus              | Derrota                       |
| 6      | Aquari  | 2n   | Mercuri            | Ciència                       |
| 7      | Aquari  | 3r   | Lluna              | Futilesa                      |
| 8      | Gèminis | 1r   | Júpiter            | Interferència                 |
| 9      | Gèminis | 2n   | Mart               | Crueltat                      |
| 10     | Gèminis | 3r   | Sol                | Ruïna                         |

### Títols i atribucions del coll de discos
| Número | Signe     | Decà | Governant del Decà | Nom                             |
| ------ | --------- | ---- | ------------------ | ------------------------------- |
| 1      |           |      |                    | L'Arrel dels Poders de la Terra |
| 2      | Capricorn | 1r   | Júpiter            | Canvi                           |
| 3      | Capricorn | 2n   | Mart               | Feines                          |
| 4      | Capricorn | 3r   | Sol                | Poder                           |
| 5      | Taure     | 1r   | Mercuri            | Preocupació                     |
| 6      | Taure     | 2n   | Lluna              | Èxit                            |
| 7      | Taure     | 3r   | Saturn             | Fracàs                          |
| 8      | Verge     | 1r   | Sol                | Prudència                       |
| 9      | Verge     | 2n   | Venus              | Benefici                        |
| 10     | Verge     | 3r   | Mercuri            | Riquesa                         |